# V. J. Špalek, velkovýroba konfekce
V. J. Špalek, velkovýroba konfekce byla královéhradecká firma, která se od roku 1834 zabývala výrobou a prodejem látek a oděvů.

## Historie
Firma V. J. Špalek v Hradci Králové, která byla založena roku 1834 J. F. Krušvicem, obchod látkami, textilním zbožím atd., byla převzata v roce 1894 z rukou Jana Krušvice (roz. Mužíka, 1829 Nový Hradec Králové – 1900 Hradec Králové) novým majitelem firmy Václavem Janem Špalkem, který závod následně specializoval na velkoobchod sukny.
Jeho přičiněním závod utěšeně vzkvétal a když v červenci 1910 lehl popelem dům na Velkém náměstí se starým čp. 123, byl během jednoho roku na tomto místě postaven moderní obchodní dům, který byl zkolaudován 28. listopadu 1911 a kam roku 1912 závod přesídlil.
Svojí solidností si firma získávala stále větší okruh zákazníků, ale vypuknutím 1. světové války byla její činnost pomalu zastavena, neboť celý starší personál byl povolán do zbraně, roku 1915 nejstarší syn a o rok později i sám šéf firmy, takže sklady byly vyprodány a obchod uzavřen. Teprve v roce 1918 byl znovu otevřen a zahájil svoji činnost. Roku 1921 bylo zřízeno konfekční oddělení. Majitel firmy totiž sledoval organizaci konfekčních závodů v Anglii, Francii, Švýcarsku a Německu, kam vyslal oba své syny a sám často tyto země navštěvoval. Nebyl spokojen s naší trhovou konfekcí proti konfekcím anglickým, které se stavěly do popředí světové konkurence, a proto zřídil v roce 1923 vlastní dílny, které stále rozšiřoval a specializoval na výrobu prvotřídní konfekce v raglánech všeho druhu a Waterproofs podle světových modelů z nejlepších tuzemských látek, ale i anglických originálů. Veškeré jeho originální výrobky nesly ochrannou značku „LA-BE“.
Roku 1925 tak firma mohla oslavit 90 let trvání firmy. Téhož roku připravila pro zimní sezónu nový vyzkoušený model lyžařského obleku a zavedla velkovýrobu čepic pod ochrannou značkou „Mont Everest“, a to ve 3 druzích: Everest Golf, Everest Jockey a Everest Club, přičemž všechny byly vyráběny z originálních anglických látek.
V roce 1931 byla městskou radou povolena firmě veřejná dražba zboží. Dům byl pronajat společnosti Baťa, jež z něj chtěla zřídit svůj Dům služby. Firma zanikla v roce 1936 a celý Špalkův dům připadl výše zmíněné firmě Baťa, která ho zakoupila. Sám obchodník si užíval svobody a peněz a ještě o mnoho let později – 14. září 1947 – je v tisku zmínka o tom, že se dožil 80 let.